# Tuscolano Sud
Tuscolano Sud è la zona urbanistica 9B del Municipio Roma VII di Roma Capitale. Si estende sul quartiere Q. VIII Tuscolano.

## Geografia fisica

### Territorio
La zona confina:
- a nord-ovest con la zona urbanistica 9A Tuscolano Nord
- a est con le zone urbanistiche 6A Torpignattara e 6C Quadraro
- a sud con le zone urbanistiche 9C Tor Fiscale e 11X Appia Antica Nord
- a ovest con la zona urbanistica 9E Latino

## Odonimia
Le strade della zona urbanistica sono intitolate a città e comuni dell'Umbria, del Veneto e della Sicilia, salesiani e benemeriti dell'opera di S. Giovanni Bosco, famiglie e personaggi storici o leggendari dell'antica Roma.